# Список випусків телепередачі «Велика різниця по-українськи»
У цій статті наведено список випусків телепередачі «Велика різниця по-українськи».
Умовні позначення:
- — музична пародія.
- — скетчі з зірками та їх виступи.
- — кросовер (подвійна пародія).
- — пародія, знята в рамках російської версії програми.

### Перший сезон (2009—2010)
| Номер випуску | Були спародійовані | Гості студії | Дата прем'єри     |
| ------------- | --- | --- | ----------------- |
| 1             | - Програма «Світське життя» с Катериною Осадчою. - Шоу «Танцюють всі!». - Новорічне звернення Михайла Добкіна. - Співак Борис Апрєль. - Музичний кліп Бенні Бенассі «Satisfaction», в стилі іспиту у професора Михайла Поплавського. - Програма «Шоуманія». - Новорічне звернення Андрія Шевченка. - Студія «Квартал 95» з жартами на політичну тему, якби в Україні такі жарти були заборонені законом. - Святослав Вакарчук на дитячому ранку, і пародія на пісню «Холодно». - Новорічне звернення братів Кличків. - Шоу «Україна має талант». - «Програма Максимум в Україні», якби вона вийшла в ефір 1 січня. - Новорічне звернення Вєрки Сердючки та її мами. - Віталій Козловський з піснею «Знаєш». - Серіал «Щасливі разом», який був стиснутий в розмірі однієї серії. - Ток-шоу «Шустер LIVE» зняте в стилі мюзиклу. - Новорічне звернення Богдана Ступки в образі Тараса Бульби. - Алла Пугачова з піснею «Айсберг».                                                                           | - Катерина Осадча - Дмитро Танкович, Лілія Ребрик, Влад Яма, Олексій Литвинов і Тетяна Денисова - Борис Апрєль і Наталія Могилевська - Дмитро Коляденко - Святослав Вакарчук - Ігор Кондратюк, Влад Яма та Оксана Самойлова - Олександр Ільїних - Віталій Козловський - Савік Шустер                                                                                          | 31 грудня 2009    |
| 2             | - Звітний концерт української «Фабрика зірок», якби він пройшов у Бердянську. - Як запорозькі козаки дивилися мюзикл «95-го кварталу» — «Як козаки…». - Ведучі ICTV Андрій Куликов, Костянтин Стогній і Микола Луценко з піснею «Gangsta's Paradise». - Повернення збірної України з зимових Олімпійських ігор 2010 у Ванкувері. - «Рим має талант»: пародія на шоу «Україна має талант», якби воно проходило в Стародавньому Римі. | - Марія Єфросініна, Андрій Доманський, Сергій Кузін, Ірина Лисенко та Дмитро Коляденко - Андрій Куликов, Костянтин Стогній і Микола Луценко - Оксана Марченко, Влад Яма і Слава Фролова | 10 квітня 2010    |
| 3             | - Як би виглядав кліп Ані Лорак і Тимура Родрігеза «Увлечение», якби вона співала разом з Євгеном Петросяном і артистами «Кривого дзеркала». - Ігрове шоу «Інтуїція» з учасником Сергієм Звєревим. - Наталія Могилевська та її артисти власного продюсерського центру. - «Давай розлучимося»: пародія на ток-шоу «Давай одружимося». - Фільм про фільм «Аватар». - Кузьма Скрябін і гурт «Пающіє труси». - Серіал «Доктор Хаус», в якому Грегорі Хаус приїхав у Вінницьку обласну клініку з обміну досвідом. | - Андрій Доманський - Володимир Дантес, Вадим Олійник та гурт «Real O» - Оксана Байрак та Ганна Свиридова | 22 травня 2010    |
| 4             | - «Мені вже 70»: дует «Дантес & Олійник» в старості. - «Магазин на обмані»: що було б, якби в «Магазині на дивані» говорили правду. - Андрію Доманському співають учасниці телегри «Хто проти блондинок?». У скетчі брала участь Оля Полякова. - Скетчком «Наша Russia», в якому Равшан і Джамшут будували об'єкти майбутнього чемпіонату Європи з футболу 2012. - Письменники Тарас Шевченко, Олександр Пушкін, Микола Гоголь та Володимир Маяковський обговорюють тексти сучасних пісень. - Випускні вечори та гурт «ТіК» з піснею «Вчителька». - Шоу «Судові справи: Злочин і кара», в якій йшла справа проти шекспірівського Отелло. | - Володимир Дантес і Вадим Олійник - Андрій Доманський та Оля Полякова - Віктор Бронюк | 12 червня 2010    |
| 5             | - Шоу «X-Фактор». - Потап і Настя Каменських на шкільних батьківських зборах. - Шоу «Битва екстрасенсів». - Шоу «Підйом». - Гурт «Бумбокс» з піснею «Вахтерам» на шкільному святі першого дзвоника. - «Д'Артаньян та три мушкетери» проти «Гардемарини, вперед!». | - Ігор Кондратюк, Сергій Сосєдов, Михайло Самсонов та Оксана Самойлова - Потап і Настя Каменських - Олександр Педан, Сергій Притула та Ольга Фреймут - Андрій Хливнюк, Андрій Самійло і Валентин Матіюк | 25 вересня 2010   |
| 6             | - Кулінарне шоу за участю ведучих кулінарних шоу Юлії Висоцької, Дар'ї Малахової, Юрія Горбунова та Бориса Бурди. - Олег Скрипка та гурт «Воплі Відоплясова» з піснею «День народження» на корпоративі. - Учасниці групи «NikitA» в гостях у засновника журналу «Playboy» Г'ю Гефнера. - «Зірковий Єралаш»: пародія на кіножурнал «Єралаш», якби в ньому знялися українські музиканти. - Світлана Лобода і Макс Барських з піснею «Сердце бьётся». - «Міняю чоловіка»: пародія на реаліті-шоу «Міняю жінку» за участю Наташі Корольової та Сергія Глушка. | - Даша Астаф'єва - Антон Савлепов - Світлана Лобода | 9 жовтня 2010     |
| 7             | - Зірки Анатолій Вассерман, Сергій Звєрев, Михайло Поплавський і Катерина Осадча рятуються від гігантського метеорита. - Програма «Школа доктора Комаровського». - Тіна Кароль з піснею «Ноченька». - Роман Віктюк та його театральна постановка. - Група «ВІА Гра» з піснею «Пошёл вон» про нескінченну зміну солісток в групі. - «Фаршмяс»: пародія на всі рекламні ролики бренд «djuice» з зірками (Потап і Настя, гурти «Бумбокс», «Друга Ріка», «ТНМК» та «Океан Ельзи»). | - Євген Комаровський - Тіна Кароль - Група «ВІА Гра» - Фагот, Фоззі, Андрій Хливнюк та Валерій Харчишин | 20 листопада 2010 |
| 8             | - Гурт «ТіК» з піснею «Олені» та новорічні вечори. - Шоу «Зірка+Зірка» та «Народна зірка», що могло б статися на концерті Елтона Джона. - Новорічний вогник «Першого національного». - Святослав Вакарчук на новорічному корпоративі з піснею «Я так хочу…». - Програма «Знак якості». - Трейлер фільму «Іронія долі, або З легкою парою!» - Кліп на пісню «What is Love» в стилі Алана Бадоєва у виконанні Павла Зіброва. - Шоу «Пороблено в Україні». У пародії камео знявся Костянтин Грубич. - Фільм «Нестримні», якби в ньому знявся Сильвестр Сталлоне разом з українськими зірками Петром Чорним, Віктором Павликом, EL Кравчуком и Іво Бобулом. - Всі телепередачі про світське життя на українському ТБ: «Світське життя», «Шоуманія» і «Козирне життя». - Шоу «Що? Де? Коли?» з зірками (Оля Полякова, Дядя Жора, Віталій Козловський, Євген Комаровський, Сергій Сосєдов і Борис Бурда). - Шоу «Україна сльозам не вірить». - Програма «Третій тайм». - Людмила Гурченко з піснею «Пять минут». | - Віктор Бронюк - Максим Неліпа та Ігор Ліхута - Ольга Сумська та Валід Арфуш - Костянтин Грубич - Павло Зібров - Віктор Павлик, Петро Чорний та EL Кравчук - Катерина Осадча, Дмитро Коляденко та Валерія Черненко - Оля Полякова і Дядя Жора - Сергій Притула, Олександр Педан, Марія Єфросініна та Ані Лорак - Микола Васильков, Віктор Леоненко, Фоззі та Владислав Ващук | 31 грудня 2010    |

### Другий сезон (2011)
| Номер випуску | Були спародійовані | Гості студії | Дата прем'єри   |
| ------------- | --- | --- | --------------- |
| 1 (9)         | - «Шоу на два мільйони» з учасниками Віктором Ющенком і Юлією Тимошенко. - Співачка Руслана в рекламі гречаної крупи, як ювелірної прикраси. - Віра Брежнєва з піснею «Любовь спасёт мир». - Велика реклама: - Майонез «На здоров'я»; - «Рада подруг від всіх недуга»; - «Кататонічна шизофренія». - Ювілейний вечір Сергія Шнурова. - Програма «ТСН». - Гумористичне шоу «ГПУ». - Кліп Гаріка Кричевського в стилі поп. - Серіал «Друзі», якби він адаптувався до перегляду в СРСР. | - Руслана - Віра Брежнєва - Ольга Сумська, Віталій Борисюк, Ассія Ахат і Володимир Гришко - Алла Мазур - Юрій Горбунов, Дядя Жора та Андрій Богданович | 27 березня 2011 |
| 2 (10)        | - Леонід Черновецький з пародією на пісню «Прованс» співачки Йолки. - Весілля Бреда Пітта і Анджеліни Джолі, якби її знімав типовий весільний оператор. - Велика реклама: - «Великі цицьки»; - Електрошокер «Іскорка». - Провінційний конкурс краси «Міс Козятин». - Реконструкція останнього запису шоу «Зроби мені смішно», де Андрій Доманський вів останній випуск і пішов з «Нового каналу» на «1+1». У пародії брав участь Андрій Доманський. - Олександр Пономарьов в образі світової рок-зірки. - Ток-шоу «Шустер LIVE», яке перейшло на «Перший національний». - Програма «Teen Time». - Володимир Бебешко у ліжку. - Герої детективів Міс Марпл, Еркюль Пуаро, Шерлок Голмс і Доктор Ватсон і Давид Гоцман в чисто англійському детективі «Вбивство. The Murder». | - Антін Мухарський, Сніжана Єгорова, Лері Вінн і Діва Монро - Андрій Доманський - Олександр Пономарьов - Дар'я Коломієць - Володимир Бебешко           | 10 квітня 2011  |
| 3 (11)        | - Шоу «Мій зможе» з учасницею Іриною Білик. - Велика реклама: - Прокладки «Ці штучки» у ці дні; - «Заткнися і живи як раніше»; - «Не жри півроку»; - «Воскулін Мега +». - Сергій Писаренко і Сергій Сосєдов в тренажерному залі. - Брати Борисенки з піснею «Звездный берег». - Музичний продюсер Юрій Нікітін з піснею «Let's Get It Started» гурту «The Black Eyed Peas». - Шоу «Розсміши коміка». - Володимир Горянський в образі Ярослава Мудрого в билині «Оброковий кодекс». - Гайтана та гурт «СКАЙ» розкривають всі секрети створення спільної пісні. - «Термінатор 2: Зірковий день»: пародія на фільм «Термінатор 2: Судний день». У пародії брали участь люди, які не пройшли кастинг шоу «Україна має талант».                                                  | - Сергій Писаренко - Брати Борисенки - Гайтана, Олег Собчук та Олександр Грищук - Михайло Самсонов, Оксана Самойлова, Ніна Зубко та Алісія Домаскіна   | 24 квітня 2011  |
| 4 (12)        | - Шоу «Танці з зірками». - Велика реклама: - «Ай, молодець»: пародія на рекламу «Мезим форте». - Джамала з піснею «Smile». - Програма «Сусідські війни». Ситуація в якій учасниками передачі є Йосип Сталін і Адольф Гітлер. - Кастинг шоу «Відслужать всі!». - Ювілейне святкування донецького футбольного клубу «Шахтар». - Фільм жахів «ЖЕК». | - Олександр Кривошапко - Руслана Писанка та Володимир Гузар - Група «А.Р.М.І.Я»                                                                        | 16 травня 2011  |
| 5 (13)        | - Програма «Ексклюзив». - Велика реклама: - «Скрабдлярукпіслялосьйонудлярукпіслябальзамудлярукпіслякремудлярук»; - «ObliZala»; - «Маска вовка». - Дівич-вечір у Аліни Завальської з гурту «Алібі». - Програма «Здоровенькі були» з Геннадієм Малаховим. - «Тая+Ігор»: пародія на серіал «Леся+Рома» з Таїсією Повалій та її чоловіком Ігорем Ліхутою. - Проводи на пенсію автомобіля «ЗАЗ Таврія». - Євген Нікішин в пародії на всі фільми про бойові мистецтва. - Святкування 50-річного ювілею Олександра Цекало. | - Анастасія Касілова - Група «Алібі» - Таїсія Повалій - Група «Green Grey»                                                                             | 23 травня 2011  |
| 6 (14)        | - Реаліті-шоу «Пекельна кухня». - Йосип Кобзон з адаптацією своїх пісень для сучасної Інтернет-аудиторії. - Велика реклама: - «Все від усього»; - «Подруга подруги»; - Зубна щітка «Акватреш». - Програма «Велике перевтілення» з учасником Іваном Грозним. - Програма «МузОбоз» та фестиваль «Дискотека 90-х». Пародія на групу «Комбінація», Тетяну Буланову і групу «Руки Вверх!». - Клип Альони Вінницької на пісню «Не плачь, детка». - Зустріч випускників України (Роман Віктюк, Мілла Йовович, Анатолій Вассерман та Лоліта Мілявська). - Ідеальний склад бой-бенду «4 короля». Пародія на Дмитра Медведєва, Олександра Лукашенка, Віктора Януковича і Барака Обаму. - Відеогра «Mortal Kombat», в якій проти ігрових персонажів борються народні обранці України.  | - Арам Мнацаканов, Сергій Гусовський і Дмитро Харитонов - Андре Тан - Альона Вінницька та Сергій Большой - Група «4 короля» та їх продюсер Ігор        | 30 травня 2011  |

### Третій сезон (2011—2012)
| Номер випуску | Були спародійовані | Гості студії | Дата прем'єри     |
| ------------- | --- | --- | ----------------- |
| 1 (15)        | - Вокальне шоу «Голос країни». - Реалити-шоу «Холостяк». - Виступ Мікі Ньютон і Ксенії Симонової на «Євробачення-2011». - «Дикий, Дикий, Дикий Захід, Захід, Захід»: пародія на вестерни. | - Стас П'єха, Арсен Мірзоян, Влад Ситнік, Тоня Матвієнко та Наталія Гордієнко - Олександра Шульгіна, Яна Соломко, Надія Воронцова та Ілона Куц                | 24 вересня 2011   |
| 2 (16)        | - Велика реклама: - «Руки-білки»: пародія на рекламу шоколадного батончика «Nuts». - Хіт-парад телеканалу «M1». - Зустріч тележурналістів у резиденції екс-президента Віктора Ющенка. - Фільм «Весілля в Малинівці». | - Валерія Крук - Савік Шустер | 1 жовтня 2011     |
| 3 (17)        | - Шоу «Співай, якщо зможеш» за часів інквізиції. - Велика реклама: - Гель для душу «Kalmolive»; - Ножиці «Аріел»; - «Велика зарплата». - Майстер-клас від танцюриста Дмитра Дікусара. - Фільми про Джеймса Бонда. - «Рок мозку»: пародія на рок-фестивалі. | - Сергій Кузін, Коля Серга та Еріка - Дмитро Дікусар | 21 жовтня 2011    |
| 3 (18)        | - Наслідки закону про валютно-обмінних операціях. Був спародіював Міністр фінансів України Федір Ярошенко. - «Шкіряний ремонт»: пародія на порнофільми 70-х років і закадрові переклади 80-х-90-х. - Церемонія відкриття НСК «Олімпійський» до закінчення реконструкції. - Велика реклама: - Пародія на рекламу боротьби проти СНІДУ. - Сергій Сивохо в ролі Супермена в пародії на фільми про супергероїв. | - Сніжана Єгорова та Юрій Кот - Сергій Сивохо | 28 жовтня 2011    |
| 4 (19)        | - «Шоу №1». - Ток-шоу «Давай одружимося» з учасницею Оксаною Байрак. - Концерт «Золотий шансон». - Велика реклама: - «МТЙ»: пародія на рекламу «МТС». - «Фантомас розбушувався»: пародія на французькі фільми. | - Гарік Кричевський | 4 листопада 2011  |
| 5 (20)        | - Шоу «Феномен». - Потап і Настя Каменських з піснею «Чумачечая весна». - Жіночий рух «FEMEN» за часів Жовтневої революції. Пародія на пісню «Go West» групи «Pet Shop Boys». | - Георгій Колдун - Активістки «FEMEN»: Олександра та Інна Шевченко                                                                                            | 11 листопада 2011 |
| 6 (21)        | - Телегра «Мільйонер — Гаряче крісло» з учасниками Михайлом Жванецьким, Олексієм Мочановим, Віктором Бронюком, Борисом Барським та Василем Вірастюком. - «Від панянки до пацанки»: пародія на реаліті-шоу «Від пацанки до панянки». - «Дискотека 90-х»: пародія на групи «Дюна» з піснею «Привет с большого бодуна», «Ліцей» з піснею «Осень» і «Ненсі» з піснею «Дым сигарет с ментолом». - Фільм «Армагеддон», якби рятувати Землю прийшли співробітники «Укрдорстроя». | - Василь Вірастюк, Борис Барський та Віктор Бронюк | 18 листопада 2011 |
| 7 (22)        | - Новоспечені мами Світлана Лобода, Ані Лорак і Оля Полякова на прогулянці зі своїми дітьми. - Володимир Ілліч Ленін в образі героя скетчкому «Наша Russia» Олександра Родіоновича Бородача. - Корпоратив обухівської фабрики туалетного паперу. - «Недоторканний хрещений батько зі шрамом»: пародія на мафіозні фільми. | - Оля Полякова - Група «Авіатор» | 25 листопада 2011 |
| 7 (23)        | - Програма «Tkachenko.ua» з гостем Олександром Лукашенком. - Серіали 90-х: «Елен і друзі», «Санта-Барбара», «Спрут» і «Багаті теж плачуть». | | 2 грудня 2011     |
| 8 (24)        | - Шоу «Смачна ліга». - «Школярі»: серіал «Інтерни», якби доктор Биков викладав у школі. - Іван Дорн з піснею про те, як він хоче записати свій перший сольний альбом. - Виступ гурту «Kazaky» у в'язниці. - «Мега Супер Шоу»: суміш з усіх телевізійних шоу на українському телебаченні. | - Іван Дорн - Ольга Сумська | 9 грудня 2011     |
| 9 (25)        | - Програма «Секс-місія». - Планерка газети «Бульвар Гордона». - Казка про втрачений час, в якій позначається про роботу БТІ, ДАІ та паспортного столу. - Репортаж з фестивалю танцювальної музики «Республіка Казантип». | - Світлана Усенко та Віталій Порасюк - Дмитро Гордон | 16 грудня 2011    |
| 10 (26)       | - Реаліті-шоу «Останній герой». - Українські зірки на поїзді, спеціально створеному для Євро-2012. - Пародія на служителів церкви, які іноді користуються своїм службовим становищем зовсім не за канонами церкви. - Концерт, присвячений 20-річчю незалежності України. | - Василіса Фролова, Андрій Куликов, Кирило Туриченко, Юлія Лаута, Катя Шеффер, Валерія Крук, Інна Русан і Катерина Сільченко - Григорій Чапкіс і Павло Зібров | 23 грудня 2011    |
| 11 (27)       | - Програма «Подробиці тижня». - Концерт до дня податкової інспекції. - Шоу «Суперняня» в гостях у Родини Адамсів. - Дискотека 90-х: Аркадій Укупник з піснею «Я на тебе никогда не женюсь», Тетяна Овсієнко з піснею «Дальнобойщик» і Юрій Шатунов з піснею «Белые розы». | - Олег Панюта - Марта Штиль | 30 грудня 2011    |
| 12 (28)       | - Шоу «Сніданок з 1+1», якби воно вийшло в ефір 1 січня. - Новорічні привітання: - Філіп Кіркоров; - Олег Блохін; - Богдан і Остап Ступка; - Віктор Гончаренко. - Дмитро Коляденко з пародією, присвяченою йому самому. - Програма музичних привітань на будь-якому регіональному телеканалі. - Реаліті-шоу «МастерШеф». - Іво Бобул, Михайло Поплавський та Ян Табачник у нічному клубі з піснею «Sexy and I Know It». - Дискотека 90-х: група «Технологія» з піснею «Нажми на кнопку», Євген Осін з піснею «Плачет девушка в автомате», і група «Сектор Газа» з піснею «Лирика». - Пресконференція Євро-2012. - «Місія Діди Морози»: пародія на фільм «Місія нездійсненна». - Кліп на пісню Леоніда Утьосова про спогади дитинства. - Концерт, присвячений кінцю світу. - Фільм «Д'Артаньян та три мушкетери». Випуск був завершений піснею у виступі всіх акторів «Великої різниці по-українськи». | - Руслан Сенічкін, Лідія Таран і Марічка Падалко - Дмитро Коляденко - Ектор Хіменес-Браво та Микола Тищенко - Іво Бобул                                       | 31 грудня 2011    |
| 13 (29)       | - Хіт-парад «Територія А»: гурти «Іграшки» з піснею «Ромашки» та «Табула Раса» з піснею «Шейк "Шей шей"» та Лері Вінн з піснею «Вітер». - «Різдвяні ворожіння»: про те, як дівчата загадують бажання під Різдво. - Новорічний мюзикл. - Реаліті-шоу «Зважені та щасливі». | - Анжеліка Рудницька, Світлана Караваєнко та Костянтин Ігольник - Любава Грешнова                                                                             | 6 січня 2012      |
| 14 (30)       | - Програма «Ранкова пошта» (Інтер), якби вона вийшла напередодні нового року. - Модний показ Олексія Залевського. - Програма «Вікна-новини». - Шоу «10 кроків до кохання» з учасником Артемом Мілевським. - Пригоди Філіпа Кіркорова в Західній Україні. - «Дискотека 90-х»: група «На-На» з піснею «Упала шляпа», група «Земляне» з піснею «Трава у дома» і Андрій Губін з піснею «Ночь». - Велика реклама: рекламний ролик «МММ-2011» за участю Володимира Пермякова. - Спільний дует гуртів «ТНМК» и «Мґзавребі» з піснею «Qari Qris». - «Індіана Джонс і комбідрес долі»: пародія на пригодницькі фільми. | - Олексій Залевський - Тетяна Висоцька - Володимир Пермяков - Ґіґі Дедаламазішвілі, Фагот і Фоззі                                                             | 7 січня 2012      |
| 15 (31)       | - Святкування 60-річчя «Першого національного». - Шоу «Майданс». - Фестиваль бардівської пісні. - Фільм «Десятеро негренят, або Сьогодні здохнуть всі». | - Олександр Лещенко | 13 січня 2012     |
| 16 (32)       | - Реаліті-шоу «4 весілля». - Вокальне шоу «Голос країни 2». - Велика реклама: - «iPone 5»: пародія на рекламу «iPhone». - Ігрове шоу «Куб». - Промо-ролик шоу «X-Фактор», якби за основу взяли фільм про зомбі. - Дуель Олександра Пушкіна та Іллі Рєзника. | | 20 січня 2012     |

### Четвертий сезон (2012)
| Номер випуску | Були спародійовані | Гості студії | Дата прем'єри     |
| ------------- | --- | --- | ----------------- |
| 1 (33)        | - Як поліцейські готуються до Євро-2012, вивчаючи в школі англійську мову. - Велика реклама: - «Україна. Нас має бути 52 мільйони»; - «Презервативи. Потрібні навіть на безлюдному острові»; - «Презервативы. Не потрібні — тільки якщо ти Вассерман». - Кліп гурту «Время и Стекло» на пісню «Кафель». У скетчі брав участь Потап. - Кінопремія «Оскар», де серіал «Свати», нібито отримав нагороду за кращий серіал. - Олександр Пономарьов зі своєю оперною постановкою. - Серіал «Байки Мітяя» за мотивами фільму «Сімнадцять миттєвостей весни». - Відеокурси: Курс молодого батька від Філіпа Кіркорова. - Сувенірна продукція до Євро-2012. - Концерт, присвячений 20-річчю служби безпеки України. - Фільм «Вій». | - Група «Время и Стекло» - Олександр Пономарьов - Михайло Поплавський                                                      | 18 травня 2012    |
| 2 (34)        | - Кліп Бейонсе на пісню «Single Ladies (Put a Ring on It)» у виконанні жінок-політиків. - Відеокурси: Поза грою з Артемом Мілевським. - Пісня у виконанні членів журі шоу «Україна має талант». - Travel-шоу «Орел і решка». - Ток-шоу «Розбір польотів» про Чемпіонат Європи з футболу. - Виступ Гайтани на конкурсі «Євробачення-2012» в стиле «Бурановських бабусь». - Телемагазин: «Нормальный мужик». - Віталій Кличко, який став мером Києва. - «У пошуках пригод на свою…»: як Жан-Клод Ван Дам навчався бойовому гопаку у Тараса Бульби. - Що було б, якби ток-шоу «Шустер LIVE», «Велика політика з Євгенієм Кисельовим» і «Свобода слова» знімали одночасно в одній студії. | - Влад Яма - Жанна Бадоєва та Андрій Бєдняков - Отар Кушанашвілі - Євген Кисельов                                          | 25 травня 2012    |
| 3 (35)        | - Фільм «Хрещений батько» за участю акторів з 95-го кварталу. - Гадальний салон Йолки. - Яна Соломко та гурт «Real O». - Підготовка гей-параду в стилістиці громадянської війни. - Церемонія відкриття Євро-2012 у Варшаві. | - Олександр Пікалов - Група «Real O»                                                                                       | 1 червня 2012     |
| 4 (36)        | - «Футбол. М'яч і газон»: пародія на трейлер серіалу «Спартак: Кров та пісок» в стилі тренування збірної України з футболу в рамках Євро-2012. - Кліп Альони Вінницької та гурту «Київелектро» на пісню «Гуляй, Славяне!». - Програма «Свати біля плити». У скетчі брала участь Софія Стеценко. - Музичний етнічний фестиваль «Країна Мрій». - Відеокурси: «Як правильно любити Україну» від Богдана Ступки. - Як Леонід Ілліч Брежнєв освоював соціальну мережу. - Ток-шоу «Детектор брехні». - Мюзикл про те, як непросто продати людині путівку в Крим. - Пародія на елітну школу, якби в неї прийшов Нестор Петрович з фільму «Велика перерва». | - Альона Вінницька та Максим Мацуєв - Софія Стеценко - Злата Огнєвіч                                                       | 8 червня 2012     |
| 5 (37)        | - «Одинадцять друзів Блоушена»: фільм «Одинадцять друзів Оушена» за участю збірної України з футболу. - Велика реклама: - «Лондон-2012»: Футбольна команда, рекламний щит, дівчата-синхроністи; - Іпотечка: реклама іпотеки; - Реклама фігні. - Група «Kazaky» з піснею «Suíte do Pescador». - Шоу «Битва екстрасенсів», що транслює після вступу закону про заборону реклами ворожок в Україні. - Дискотека 80-х: Юрій Шатунов з піснею «Белые розы», група «Army of Lovers» з піснею «Sexual Revolution» і група «Міраж» з піснею «Музыка нас связала». - Ток-шоу «Говорить Україна». - Влад Дарвін і Альоша з піснею «Ти найкраща». - Учасник реаліті-шоу «Зважені та щасливі» Микола Ворошнов. - Відеокурси: «Як розпізнати "X-Фактор"» від Сергія Сосєдова і Йолки. - Олена Ваєнга з піснею «Курю» про заборону куріння в Україні. - Концерт, присвячений дню медичного працівника. | - Владислав Ващук - Павло Костіцин - Олексій Суханов - Влад Дарвін і Альоша                                                | 15 червня 2012    |
| 6 (38)        | - Фільм «Хрещений батько» за участю акторів з 95-го кварталу. (35 випуск + додат. сцена) - Конкурс краси «Міс Січ-1650». - Трейлер фільму «Попелюшка», знятий в Голлівуді. - Засідання представників українського шоу-бізнесу, які створили штаб, які розробляє плани, як боротися з російським шоу-бізнесом. - Програма «Територія обману». | - Олександр Пікалов - Павло Зібров - Олексій Душка                                                                         | 29 червня 2012    |
| 7 (39)        | - Святкування закінчення Євро-2012 в стилі пісні «Ти хто такий? Давай, до побачення!». - Ток-шоу «Про життя» про міграцію зірок в політику. - Велика агітація: - Партія «Дармовщина»; - Партія Олега Френа; - Партія «Аперкот»; - Блок Олександра Піноккіо; - Партія «Ввічлива Україна»; - Партія «Тридев'ята Україна»; - Партія «Незалежності від України». - Агітаційний концерт Івана Дорна. Пародія на пісню «Стицамен». - Фільм «Бійцівський клуб», де б'ється Верховна Рада України. - Потап і Настя з піснею «Прилелето». - Як жилося українським спортсменам в Олімпійському селі Лондона. - Серіал «Інтерни» в стилі німого кіно. - «Love і голуби»: фільм «Любов і голуби» за участю Анджеліни Джолі і Бреда Пітта. | - Андрій Пальчевський - Нестор Шуфрич - Потап з дітьми, Наташею та Андрієм - Олександр Крикун                              | 2 листопада 2012  |
| 8 (40)        | - Кліп Миколи Баскова на пісню «Странник». - Програма «Не бреши мені». - Прощальний концерт гурту «Алібі». - Пародії на програму «Україно, вставай!»: - «Англія, вставай!» - «Іспанія, вставай!» - «Північна Корея, вставай!» - «Бразилія, вставай!» - «Індія, вставай!» - Реаліті-шоу «Ревізор». - Філіп Кіркоров і його діти. - Один день з життя цигана Петра Чорного. - Типова американська молодіжна комедія. - Творчий вечір Костянтина Меладзе. | - Група «Алібі» - Ольга Фреймут - Петро Чорний                                                                             | 9 листопада 2012  |
| 9 (41)        | - Кліп Йосипа Кобзона на пісню «Пока не поздно». - Реаліті-шоу «На ножах». - Велика реклама: пародії на рекламні ролики напою «Mojo»: - «Мандат — дорого, але надійно!»; - «Горілка — просто, швидко, дешево!»; - «Шокер — просто дуже боляче!». - Виступ Мадонни з народним ансамблем «DJ Erelo». - Серіал «Жіночий лікар». - Стас Михайлов і Таїсія Повалій з піснею «Отпусти». - Відеокурси: Микола Басков в питаннях і відповідях. - Фільм про програму «Україна чудес». - Дефіле підрозділів МВС України після реформи. - Дискотека радіостанції «Промінь». | - Арам Мнацаканов - Олеся Власова та Віталіна Біблів - Анатолій Говорадло, Дмитро Гершензон, Віталій та Світлана Білоножки | 16 листопада 2012 |
| 10 (42)       | - Весілля учасників реаліті-шоу «Холостяк-2». - Свято першого вересня, яке проходило в давньоримській школі. - Великий кастинг: - «Термінатор 5»: Михайло Боярський; - «Цар скорпіонів 4»: Микита Михалков; - «Оселя зла 6»: Алла Мазур; - «Рембо 4»: Дмитро Коляденко; - «Залізна леді 2»: Наташа Корольова та Сергій Глушко; - «Темний лицар 2»: Михайло Поплавський. - Програма «Дурнєв +1». - Віра Брежнєва і Ольга Горбачова, а також Леонід Брежнєв і Михайло Горбачов на сцені Кремлівського палацу. - Програма «Надзвичайні новини» в стилі шекспірівських пристрастей. - Рекламне агентство Еріки. - Фестиваль «Crimea Music Fest». - «Стара Людина-павук»: пародія на фільм «Нова Людина-павук». | - Олексій Дурнєв і Даша Ши - Ольга Горбачова - Костянтин Стогній - Сергій Кузін                                            | 23 листопада 2012 |
| 11 (43)       | - Футбольний арбітр Віктор Кашшаї та збірна України з футболу з піснею «Sorry Seems to Be the Hardest Word». - Відеокурси: Костянтин Меладзе. Шлях в поп. - Шоу «Світлі голови». - Кліп Філіпа Кіркорова на пісню «Снег». - Програма «Великий футбол». - Інтернаціональні версії шоу «Розсміши коміка»: - ОАЕ; - Естонія; - Вірменія. - Як би виглядали наші казки на голлівудський лад. - Битва героїв серіалу «Морські дияволи» проти зірок шоу «Аншлаг» и «Криве дзеркало». - Концерт, присвячений кінця світу. | - Дмитро Коляденко - Олександр Денисов та Ірина Блохіна - Юрій Горбунов                                                    | 30 листопада 2012 |

### П'ятий сезон (2013, 2015)
| Номер випуску | Були спародійовані | Гості студії                                 | Дата прем'єри     |
| ------------- | --- | -------------------------------------------- | ----------------- |
| 1 (44)        | - Кліп на пісню «Замыкая круг» у виконанні екс-учасниць групи «ВІА Гра» і Костянтина Меладзе. - Велика реклама: Володимир Кличко, Михайло Поплавський і Вєрка Сердючка в рекламі горілки «Цезій». - Пісня «Gentleman» про корейські телесеріали. - Шоу «Шалене весілля». - Співачка Камалія. - Фільм «Хоббіт: Несподівана подорож». | - Надія Мейхер - Нікіта Добринін             | 13 жовтня 2013    |
| 2 (45)        | - Гурт «NikitA Сергійович» з кліпом на пісню «Кукурудза» на приспів пісні «Avocado». - Великий кастинг: - «Титанік 2» — Олег Скрипка; - «Джеймс Бонд 24» — Філіп Кіркоров; - «Анна Кареніна 2» — Віра Брежнєва і Світлана Лобода. - Зірковий призов в армію. - Стас Михайлов з піснею «Без тебя». - Роксолана в серіалі «Величне століття. Роксолана». У скетчі знялася Ольга Сумська. - Наталі з піснею «О Боже, какой мужчина!».                                                                         | - Брати Борисенки - Ольга Сумська            | 20 жовтня 2013    |
| 3 (46)        | - Космічні подорожі Леоніда Каденюка з Олегом Скрипкою. Пародія на пісню «Весна». - Велика реклама: відеооб'яви від Олександра Кривошапка, Микити Михалкова та Андрія Шевченка. - Збори ведучих кулінарних шоу: Борис Бурда, Арам Мнацаканов, Юлія Висоцька, Михайло Поплавський і Дмитро Шепелєв. - Концерт «Спасибі, Інтер!». - Віра Брежнєва з піснею «Хороший день». - Казка про те, як Блохін Мілевського продавав.                                                                                   | - Арсен Мірзоян і Міла Нітіч                 | 27 жовтня 2013    |
| 4 (47)        | - Стас Костюшкін і проект «A-Dessa» з піснею «3G». - Програма «Піраньї» в 1970-ті роки. - Велика соціальна реклама: підтримайте рідкісних тварин України. - Сучасний концерт, присвячений 7-му листопада. - Велика соціальна реклама: підтримка українського футболу. - Михайло Поплавський з піснею «Gangnam Style». - «Наша Депуташа»: пародія на скетчком «Наша Russia». | - Андрій Шабанов                             | 2 листопада 2013  |
| 5 (48)        | - Оперно-естрадний кросовер Володимира Гришка. - Телемагазин: пояс для схуднення «Армійський». - Альтернативний концерт для тих, хто не потрапив на концерт Елтона Джона. - «Шустер LOVE»: ток-шоу «Шустер LIVE» на нічному каналі для дорослих. - Михайло Шуфутинський з піснею «За милых дам» про стосунки з шанувальниками. - Телемагазин: електронна горілка. - «Бандитський Трускавець»: перший бандитський серіал, знятий в Україні.                                                                 | - Володимир Гришко                           | 17 листопада 2013 |
| 6 (49)        | - Привітання з 8 березня. - Телемагазин: сусід зверху. - Реаліті-шоу «Все для мами». - Учасниці реаліті-шоу «Хочу до "ВІА Гри"» з піснею «Бриллианты». - Григорій Лепс і Тіматі з піснею «Лондон». - Фільм «Джунглі». | - Надія Мейхер                               | 30 листопада 2013 |
| 7 (50)        | - Таїсія Повалій у Верховній Раді. - Дитячий пісенний конкурс Євробачення 2013. - Що відбувається з зірками «X-Фактора» після його закінчення. - Ані Лорак з піснею «Зажигай сердце». - Вокальне шоу «Голос країни-3». | - Олексій Кузнєцов і Олег Кензов - Ані Лорак | 7 грудня 2013     |
| 8 (51)        | - Пісня про те, як фаст-фуд шкідливий для здоров'я. - Великий кастинг: - «Кінг-Конг 2» — Нікіта Джигурда - «Хоробре серце 2» — Олег Тягнибок - «Ромео + Джульєта 2» — Сергій Свєтлаков - Програма «Школа доктора Комаровського» для дорослих. - Квартирник Віктора Павлика в 1987 році. - Група «ТНМК» з піснею про Філіпа Кіркорова на мотив пісні «Фідель». - Концерт, присвячений всесвітньому дню краси.                                                                                               | - Віктор Павлик                              | 21 грудня 2013    |
| 9 (52)        | Перша збірка невишедших пародій п'ятого сезону. - Концерт на честь 15-річного ювілею групи «Руки Вверх!». - Пародія на те, як зірки естради вітають з ювілеєм ансамбль «Песняры». - TV Shop: попутник Вован і дембель Василь. - Група «Дискотека Авария» з піснею «Ноги-ноги», якби вони співали про людські органи. - Прощальний тур Ірини Аллегрової. - «Київ сльозам не вірить»: пародія на фільм «Москва сльозам не вірить» про Віталія Козловського, який пішов від свого продюсера Ігоря Кондратюка. | - Віталій Козловський                        | 8 листопада 2015  |
| 10 (53)       | Друга збірка невишедших пародій п'ятого сезону. - Пісня українських олімпійців. - Велика реклама: відеооб'яви від Ірини Білик, Юрія Нікітіна та Вєрки Сердючки. - Шоу «Битва хорів». - «Хочу V Бутирку»: пародія на реаліті-шоу «Хочу до "ВІА Гри"». - Тренувальний табір шоу СТБ «X-Фактор», «Танцюють всі!» і «Україна має талант». - «Джедайська балада»: кросовер фільмів «Гусарська балада» і «Зоряні війни».                                                                                         | - Володимир Гришко                           | 15 листопада 2015 |